# 南ゆに
南 ゆに （みなみ ゆに）は、日本のソングライター、編曲家。クリエイターズユニット「tokyo babel」「アリスシャッハと魔法の楽団」の音楽制作全般も担当。 

## 来歴
作詞・作曲・編曲・演奏・プログラミング・エンジニアリングを自身でこなし、幅広いジャンルの作風と、個性の強い旋律が特徴である。

## tokyo babel
2014年
- 「Holy Day」（Album「FOGPAK #9 x SVNSET WΛVES」参加作品）

2015年
- Album「幻燈蟲[2]」

## 主な楽曲提供作品

### 舞台
2014年
- 舞台「REVELATION GARDEN -スパルタクスの反乱-」（作・演出：西田大輔）
- 演劇女子部 ミュージカル「LILIUM-リリウム 少女純潔歌劇-」（作・演出／末満健一）
- ナイロン100℃ 42nd SESSION「社長吸血記」（作・演出／ケラリーノ・サンドロヴィッチ）
- 演劇女子部　S/mileage's JUKEBOX MUSICAL 「SMILE FANTASY!」（脚本・演出／末満健一）
- 演劇女子部「ミュージカル 恋するハローキティ」（演出／西森英行）
- 30-DELUX 劇団朱雀MIX「オレノカタワレ～早天の章～」（脚本／米山和仁 演出／伊勢直弘）
- Office ENDLESS produce vol.15「RE-INCARNATION～RE-VIVAL～」（作・演出／西田大輔）

2015年
- 演劇女子部 ミュージカル「Week End Survivor」（演出／大岩美智子）
- ブルーシャトルプロデュース「幸村～真田戦記～」（脚本・演出・照明：大塚雅史）
- 東映太秦映画村「激突！忍者ショー サスケ」（演出／きだつよし）
- 30-DELUX Dynamic Arrangement Theater「新版・義経千本桜」（脚本／西森英行 演出／伊勢直弘）
- 「ダイヤのA」The LIVE（脚本・演出／浅沼晋太郎（bpm））
- 東京パフォーマンスドール＠CBGK!!～ダンスサミット ネイキッド2015夏～
- Patch stage vol.7 「幽悲伝」（作・演出＝末満健一（ピースピット））

### テレビ
2013年
- イギリスBBC 「Fresh on the Net」

### サウンドトラック
2014年
- 演劇女子部 ミュージカル「LILIUM-リリウム 少女純潔歌劇-」オリジナルサウンドトラック

2015年
- 演劇女子部 ミュージカル「Week End Survivor」オリジナルサウンドトラック
- 30-DELUX Dynamic Arrangement Theater「新版・義経千本桜」オリジナルサウンドトラック
- ブルーシャトルプロデュース「幸村～真田戦記～」オリジナルサウンドトラック

### イベント
2011年
- さっぽろ雪まつり キャンペーン楽曲

### その他
2012年
- SQUARE ENIX 「Battle SQ」CD参加
- EXIT TUNES ＋ ヴィレッジヴァンガード 「VocaloVanguard」CD参加

2014年
- 羽田空港 初音ミク Wing Shop 「初音ミクWing Shop MUSIC SELECTION」CD参加